# اکوفن
داروی اکوفن (به انگلیسی: Ecophane) برای افرادی که از کمبود ویتامین‌های گروه ب رنج می‌برند می‌تواند مناسب باشد همچنین تأثیر آن بر عدم ریزش و تقویت مو انکار ناپذیر است.  

## ویژگی‌ها و خواص
- تقویت کننده ریشه مو و کمک به درمان ریزش مو
- محرک رشد مو و ناخن
- منبعی سرشار از ویتامین‌های گروه ب (ب۶ و ب۵ و ب۸)
- بهبود جذب آهن در بدن
- افزایش مقاومت مو، ناخن و تقویت ریشه مو
- کم کالری، فاقد قند و نمک
- داروی کاملاً گیاهی

اکو فن یکی از انواع داروهای تقویت‌کننده مو و ناخن است و رشد مو و ناخن تأثیر بسزایی دارد.

## عوارض دارو
در صورت مصرف نرمال این دارو عوارض آنچنانی ندارد. این دارو به عنوان مکمل می‌باشد از مصرف طولانی مدت آن پرهیز کنید.

## نحوه مصرف
بزرگسالان:
روزی دو عدد بعد از نهار و شام همراه با یک لیوان آب میل شود.
اطفال:
روزی یک عدد همراه با یک لیوان آب میل شود.